# Pierwsza lepsza
Pierwsza lepsza czyli Nauka zbawienna. Komedia w jednym akcie, wierszem – jednoaktowa komedia Aleksandra Fredry z 1823.
Komedia została napisana prawdopodobnie na początku 1823 w Jatwięgach (na karcie tytułowej autografu znajduje się data 25 marca 1823, będąca najpewniej datą ukończenia odpisu na czysto). Brudnopis utworu nie zachował się, znany jest natomiast odpis na czysto, sporządzony dla cenzury lwowskiej. Prapremiera sztuki odbyła się 14 maja 1824 w Warszawie. Po raz pierwszy sztuka ukazała się drukiem w 1826 w drugim tomie Komedii Aleksandra Fredry (s. 251–292). Komedia zamyka pierwszy okres twórczości Fredry, przypadający na lata 1818–1823.
Od połowy XX w. sztuka miała przynajmniej 18 inscenizacji, w tym trzykrotnie w Teatrze Telewizji – w 1963 i 1980 w reż. Andrzeja Łapickiego oraz w 1974 w reż. Olgi Lipińskiej, a także dwukrotnie w Teatrze Polskiego Radia – w 1969 w reż. Juliusza Owidzkiego i w 2002 w reż. Waldemara Modestowicza.
Komedia przedstawia historię znudzonego wesołym życiem młodego mężczyzny, który zakłada się z kolegami, że ożeni się z pierwszą kobietą spotkaną w ogrodzie publicznym. O zamiarze dowiadują się jego przyjaciele i tak inscenizują sytuację, by ostatecznie przypadła mu kobieta kochająca go naprawdę, którą on również kochał, ale nie mógł się zdecydować na podjęcie decyzji.